# Colonia 3 de Mayo, Tlayacapan
Colonia 3 de Mayo är en ort i Mexiko.   Den ligger i kommunen Tlayacapan och delstaten Morelos, i den sydöstra delen av landet, 50 km söder om huvudstaden Mexico City. Colonia 3 de Mayo ligger 1 770 meter över havet och antalet invånare är 194.
Terrängen runt Colonia 3 de Mayo är kuperad åt sydost, men åt nordväst är den bergig. Terrängen runt Colonia 3 de Mayo sluttar söderut. Runt Colonia 3 de Mayo är det ganska tätbefolkat, med 230 invånare per kvadratkilometer. Närmaste större samhälle är Cuautla Morelos, 18,9 km söder om Colonia 3 de Mayo. I omgivningarna runt Colonia 3 de Mayo växer huvudsakligen savannskog.